# Sanctanus pallidens
Sanctanus pallidens är en insektsart som beskrevs av Delong och Hershberger 1946. Sanctanus pallidens ingår i släktet Sanctanus och familjen dvärgstritar. Inga underarter finns listade i Catalogue of Life.